# Melanie Vallejo
Melanie Vallejo (ur. 27 października 1979 roku w Adelaide) – australijska aktorka z filipińskimi, hiszpańskimi i ukraińskimi korzeniami. Najbardziej jest znana z roli Madison w serialu Power Rangers Mistyczna Moc i z roli Sophie Wong w serialu Szczęśliwy los.

## Życie prywatne
Przez pewien czas spotykała się z Firassem Diranim.
Obecnie jest żoną aktora Matta Kingstona. Mają jedno dziecko.